# Primera División de El Salvador
La Primera División de Fútbol Profesional de El Salvador —conocido como LaPrimera o Liga Mayor de Fútbol, y por motivos de patrocinio como Liga Pepsi— es la máxima categoría del sistema de ligas del fútbol salvadoreño y la principal competición a nivel de clubes del país. Organizado desde 1948, desde el año 2015 está compuesto por doce equipos.
Desde 1998, se disputa en formato de ida y vuelta, de forma que cada equipo juega dos partidos contra cada uno de los otros, uno como local y otro como visitante.
Cada equipo juega veintidós partidos en la fase regular. Al campeón de cada torneo corto y al equipo mejor ubicado en la tabla acumulada se les otorga una plaza en la Copa Centroamericana de Concacaf. El último desciende a la Liga de Ascenso.
Los clubes salvadoreños también compiten en otro torneo nacional de menor importancia, que es la Copa Presidente
Desde 1948, un total de 15 clubes se han coronado campeones del fútbol salvadoreño, 10 de los cuales han ganado el título más de una vez. FAS es el club más exitoso del campeonato después de haber ganado el torneo diecinueve veces, seguido de Alianza con dieciocho títulos, Águila con diecisiete títulos e Isidro Metapán y Luis Ángel Firpo con 10 títulos. 
El actual campeón salvadoreño es el Alianza FC de la ciudad de San Salvador, que conquistó su décimo octavo título en el Torneo Clausura 2024.
Cabe destacar que por decisión de la Federación Salvadoreña de Fútbol, todos los títulos oficiales son vigentes desde 1948.

## Historia

### Antecedentes y primeros años
En el año 1921 la Comisión Nacional de Educación Física organizó la Semana Nacional de los Deportes, un evento que a finales de diciembre de cada año se celebrara reuniendo a deportistas de las distintas cabeceras departamentales para competencias de atletismo y otros deportes de conjunto en las cuatro regiones nacionales (occidental, central, paracentral y oriental), siendo el fútbol agregado en el evento a partir del año 1924 en el cual el club Hércules derrotó en la final al Chinameca por un marcador abultado de 4 - 0 convirtiéndose en el ganador del torneo y nuevamente repitiendo el marcador contra el Santiagueño en el año siguiente para revalidar su título.
La Comisión Nacional estableció que a partir de 1926 el torneo de fútbol celebrado durante la Semana Nacional de los Deportes se convertiría en el Campeonato Nacional, en el cual se enfrentarían tres equipos representantes cada una de las tres zonas del país (occidental, central y oriental): Nequepio, Chinameca y Olimpico, alcanzado los dos primeros la final en la cual Chinameca se convirtió en primer campeón nacional con una victoria de 2 - 1; este formato continuaría usándose hasta el campeonato de 1929-30 en el cual Hércules se convirtió en campeón tras la incomparecencia del Excelsior en el juego de desempate, quienes denunciaban un arbitraje parcializado a favor del cuadro capitalino. A raíz de esta circunstancia, los equipos de la región occidental se negaron a participar del Campeonato Nacional hasta el torneo de 1937, siendo considerados los campeones de la región central durante este periodo, como campeones nacionales.
En 1937 y 1938 cuatro equipos participaron del Campeonato Nacional, los campeones regionales y el subcampeón del torneo de la zona central, curiosamente en este torneo y el siguiente los dos equipos de la región central (33 y Alacranes) llegaron a la final convirtiéndose el primero en el campeón nacional, título que revalidaría en el campeonato siguiente contra Maya. Durante los años de 1939, 1940 y 1941 volvieron a celebrarse únicamente los campeonatos regionales (situación que volvió a repetirse en 1944 y 1945) y en 1942 aunque se mantenía el criterio de clasificación de los equipos, cambió el modelo de eliminación directa a un sistema de todos contra todos a una sola vuelta, sistema que se repetía en 1943 y 1946 aunque reduciendo los equipos nuevamente a solo los campeones regionales.

### Profesionalización y sistema de liga
En 1947 la Federación Salvadoreña de Fútbol organizó e intentó celebrar el Campeonato Nacional mediante un sistema de liga, aunque debió abandonar el proyecto luego de celebrarse las primeras jornadas. En 1948-49 volvió a desarrollarse el torneo con trece equipos con un sistema de todos contra todos a visita recíproca en el cual 11 Municipal se convirtió en campeón con una marca de quince victorias, siete empates y dos derrotas (37 puntos en aquella época) y el club Libertad en subcampeón con apenas un punto menos; sin embargo, y a pesar de que el descenso no se encontraba institucionalizado, campeón y subcampeón no pudieron disputar el siguiente campeonato junto con otros cuatro equipos, siendo ocupadas sus plazas por otros tres y así reduciendo la temporada 1950-51 a solo diez equipos que disputaron el título de campeón nacional en un sistema de todos contra todos a un solo partido.
Para la temporada 1951-52 el número de participantes del Campeonato Nacional volvió a reducirse contando con solo ocho equipos aunque restaurando el sistema de visita recíproca, curiosamente el campeonato siguiente volvió a celebrarse con los mismos equipos, pero para la temporada 1953-54 el anterior subcampeón Juventud Olímpica no pudo participar al fallar su clasificación
En 1955 el número de equipos volvió a aumentar a 10 participantes siendo esta la primera temporada en la cual el descenso estuvo definido para el equipo que terminara en la última posición de la tabla (Asturias Municipal descendió esa temporada), aunque el número de participantes continuó variable ya que para disputar la temporada 1957-58 dos equipos lograron el ascenso (Leones y Universidad de El Salvador) haciendo 11 participantes, mientras que en 1959, 11 Municipal renunció participar del campeonato (volviendo a 10 participantes). Durante este torneo se vio necesario jugar una serie final entre FAS y Águila quienes habían empatado a 26 puntos en el primer lugar, esta se celebró en el Estadio Nacional Flor Blanca y en la cual los migueleños vencieron 4 - 0 y 1 - 0 al cuadro santaneco.
El modelo de liga a visita recíproca continuó utilizándose hasta el campeonato de 1964, en el cual cambió ligeramente para hacer un campeonato a cuatro vueltas (doble visita recíproca) manteniendo el sistema donde el último lugar descendía a la división inferior mientras que el mejor equipo de esta ocupaba su lugar en la siguiente campaña, sin embargo, en la temporada 1968-69 el descenso fue congelado, mientras que en la siguiente campaña (1970) fueron dos equipos los descendidos y dos los que participaron en el campeonato de 1971, que aunque recuperaba el único descenso-ascenso, sería el último en el que se jugaría con un sistema de liga puro a cuatro vueltas.

### Introducción de la segunda fase
En 1972 se establecieron dos cambios importantes en el modelo de competición, se redujo a dos vueltas el sistema de liga y los mejores seis equipos clasificaban a una segunda fase o de liguilla para definir al campeón mientras que los últimos cuatro lo hacían para definir al equipo que descendía a Segunda División siempre con el sistema de todos contra todos y a visita recíproca; esto se replicaría en el torneo de 1973 pero cambiaría para la temporada 1974-75 en la cual los equipos se dividirían en dos grupos de cinco, a cuatro vueltas donde los dos mejores ubicados de cada uno clasificaban a una fase de eliminación directa a dos partidos y los dos peores a la liguilla para definir un descenso que a la postre se anularía con el aumento de equipos a doce para el campeonato 1975-76 en el cual la liguilla del descenso se eliminó cambiando a descenso directo del último lugar, los equipos se unieron en un solo grupo que disputaría tres vueltas y se mantuvo la fase de eliminación directa a dos partidos para definir el campeón, misma situación para la 1976-77.
Para la temporada 1977-78 se introdujeron nuevos cambios: se redujo a dos vueltas la fase de liga y el número de clasificados a la liguilla aumentó a ocho, los cuales formarían dos grupos de cuatro equipos donde los dos mejores de cada uno clasificarían a una cuadrangular final para definir al campeón. Lo novedoso de este torneo fue que los resultados obtenidos durante la primera vuelta del torneo regular otorgaban puntos adicionales (4 para los equipos que obtuvieran más de 15 puntos en los primeros 11 partidos, 2 para los que obtuvieran entre 10 y 14 puntos); durante la cuadrangular final también ocurrió que tres equipos empataron en el primer lugar, obligando a una triangular de desempate en la que Club Deportivo FAS se convirtió en campeón. El descenso en esta temporada no ocurrió, lo que para la 1978-79 hizo que 13 equipos participaran, aunque Juventud Olímpica se retiró al finalizar la primera vuelta, mientras que la segunda fase fue una división de los doce equipos aún participantes en dos grupos donde los dos mejores (con los puntos acumulados de la fase anterior) clasificaban a la cuadrangular final y los dos últimos definirían el descenso.
La reducción de equipos de la liga continuó las dos siguientes temporadas con un doble descenso y un solo ascenso de Segunda División por temporada, la segunda fase se redujo a únicamente la cuadrangular final durante la campaña 1979-80 y a cuatro equipos clasificados a la fase de eliminación directa a doble partido en la 1980-81. En 1981 el número de participantes volvió a ser 10 manteniendo la clasificación de cuatro a la fase de eliminación directa a doble partido con la final a un solo partido, ocurriendo que el descenso-ascenso se congeló aunque se impuso a los dos últimos equipos, Águila y Firpo, una disminución de puntos en el torneo siguiente (3 y 5 puntos respectivamente). El campeonato de 1982 continuó con la misma estructura (liga a 3 vueltas con cuatro clasificados) y devolviendo la final a dos partidos, mientras que el de 1983 tuvo un aumento de los clasificados (aunque volviendo a 2 vueltas) a la segunda fase con una hexagonal en la que los tres mejores clasificados además del líder del torneo regular avanzaban a una cuadrangular final, mientras que el descenso se definía mediante liguilla como en años anteriores.
En 1984 se regresó al sistema de triple vuelta con una cuadrangular a visita recíproca como fase final del torneo y el descenso para el último clasificado, en 1985 el esquema volvió a cambiar agregando una final a doble partido entre los equipos mejor ubicados de la primera y la segunda fase, el descenso se congeló y el número de equipos ascendidos fue de dos para aumentar durante la campaña 1986-87 los participantes (al final de esa temporada descenderían tres equipos por un solo ascenso), manteniendo el mismo esquema de final (aunque a un partido) entre los mejores equipos de cada fase, aunque en caso de que el mismo equipo fuese ganador de cada fase sería campeón automáticamente (como ocurrió a Águila en 1987-88). En la temporada 1988-89, el torneo se jugó de nuevo a cuatro vueltas.
En 1990-91 el sistema de competición volvió a cambiar dividiendo a los equipos en dos grupos (siempre a cuatro vueltas) de los cuales los mejores dos de cada uno clasificaban a la cuadrangular final para definir al campeón, aunque en esa temporada tuvo que jugarse un partido adicional al empatar Águila y Firpo en el primer lugar. Al campeonato siguiente los grupos se unieron en una sola liga, manteniendo el mecanismo de cuadrangular final para decidir al campeón nacional. En la temporada 1994-95 volvió a darse la situación en que los equipos podían obtener puntos adicionales (por victorias con diferencia de cuatro goles o más), y la fase final regresó a ser una fase de eliminación directa en semifinales y final a dos partidos; la temporada siguiente el número de clasificados aumentó a 6 avanzando a semifinales los ganadores de cada serie y el mejor perdedor, toda esta fase se jugó a doble partido.
La última temporada de torneo largo, la 1997-98, el formato volvió a cambiar regresando a una separación en dos grupos con dos clasificados a fase de eliminación directa a partido único.

### Copa Pilsener
En 1998 la Primera División decidió el cambio a una liga con dos torneos cortos por temporada celebrándose el primer torneo corto denominado como Copa Pilsener por motivos de patrocinio. Este torneo, que estaba destinado a ser una prueba para el nuevo formato, dejaría a un equipo como campeón de copa (para efectos de participación en los torneos de Concacaf), motivo por el cual existía anteriormente la controversia si a Alianza. se le contabilizaba un título menos de los que ha obtenido en Primera División. El título de la Copa Pilsener ganado por Alianza no fue un campeonato oficial, sino fue a partir de la temporada 1999/2000 donde dos campeones serían coronados anualmente.

## Participantes
| Equipo                                    | Municipio            | Departamento | Entrenador               | Estadio                    | Aforo  |
| ----------------------------------------- | -------------------- | ------------ | ------------------------ | -------------------------- | ------ |
| Águila                                    | San Miguel           | San Miguel   | Daniel Messina           | Juan Francisco Barraza     | 15 500 |
| Alianza                                   | San Salvador         | San Salvador | Ernesto Corti            | Jorge "El Mágico" González | 35 000 |
| Cacahuatique                              | Ciudad Barrios       | San Miguel   | Pablo Quiñones           | Municipal de Chapeltique   | 1 000  |
| FAS                                       | Santa Ana            | Santa Ana    | Cristian Flores          | Óscar Alberto Quiteño      | 17 500 |
| Fuerte San Francisco                      | San Francisco Gotera | Morazán      | Daniel Corti             | Correcaminos               | 10 000 |
| Hércules                                  | San Salvador         | San Salvador | Gabriel Álvarez          | Cuscatlán                  | 44 836 |
| Inter FA                                  | Santa Tecla          | La Libertad  | William Renderos Iraheta | Las Delicias               | 10 500 |
| Isidro Metapán                            | Metapán              | Santa Ana    | Erick Dowson Prado       | Jorge "Calero" Suárez      | 10 000 |
| Luis Ángel Firpo                          | Usulután             | Usulután     | Marvin Solano            | Sergio Torres Rivera       | 10 000 |
| Municipal Limeño                          | Santa Rosa de Lima   | La Unión     | José Romero              | Dr. Ramón Flores Berríos   | 10 000 |
| Platense                                  | Zacatecoluca         | La Paz       | Alberto Agustín Castillo | Antonio Toledo Valle       | 6 200  |
| Zacatecoluca                              | Zacatecoluca         | La Paz       | Nelson Ancheta           | Antonio Toledo Valle       | 6 200  |
| Datos actualizados al 13 de julio de 2025 |                      |              |                          |                            |        |

## Sistema de competición
El torneo de la Liga Pepsi, está conformado en dos partes:
- Fase regular: Se integra por las 22 jornadas del torneo.
- Fase final: Se integra por los partidos de cuartos de final, semifinal y final, conocida como liguilla o postemporada.

### Fase regular
En la fase regular se observará el sistema de puntos. La ubicación en la tabla general está sujeta a lo siguiente:
- Por juego ganado se obtendrán tres puntos.
- Por juego empatado se obtendrá un punto.
- Por juego perdido no se otorgan puntos.

En esta fase participan los 12 clubes de la Liga INDES jugando en cada torneo todos contra todos durante las 22 jornadas respectivas.
El orden de los clubes al final de la fase de calificación del torneo corresponderá a la suma de los puntos obtenidos por cada uno de ellos y se presentará en forma descendente. Si al finalizar las 22 jornadas del torneo, dos o más clubes estuviesen empatados en puntos, su posición en la tabla general será determinada atendiendo a los siguientes criterios de desempate:
1. Mejor diferencia entre los goles anotados y recibidos y goles.
2. Mayor número de goles anotados.
3. Marcadores particulares entre los clubes empatados.
4. Mayor número de goles anotados como visitante.
5. Mejor ubicado en la tabla general de cociente
6. Tabla Fair Play
7. Sorteo.

Para determinar los lugares que ocuparán los clubes que participen en la fase final del torneo se tomará como base la tabla general de clasificación.
Participan automáticamente por el título de Campeón de la Liga INDES, los 8 primeros clubes de la tabla general de clasificación al término de las 22 jornadas.

### Fase final
Los ocho clubes calificados para esta fase del torneo serán reubicados de acuerdo con el lugar que ocupen en la tabla General al término de la jornada 22, con el puesto del número uno al club mejor clasificado, y así hasta el número 8. Los partidos a esta fase se desarrollarán a visita recíproca, en las siguientes etapas:
- Cuartos de final
- Semifinales
- Final

Los clubes vencedores en los partidos de cuartos de final y semifinal serán aquellos que en los dos juegos anoten el mayor número de goles. De existir empate en el número de goles anotados, se definirá el clasificado en la tanda de penales.
Los partidos correspondientes a la fase final se jugarán obligatoriamente los días miércoles y sábado, y jueves y domingo eligiendo, en su caso, exclusivamente en forma descendente, los cuatro clubes mejor clasificados en la tabla general al término de la jornada 22, el día y horario de su partido como local. Los siguientes cuatro clubes podrán elegir únicamente el horario.
El club vencedor de la final y por lo tanto Campeón, será aquel que en el partido anote el mayor número de goles. Si al término del tiempo reglamentario el partido está empatado, se agregarán dos tiempos extras de 15 minutos cada uno. De persistir el empate en estos periodos, se procederá a lanzar tiros penales hasta que resulte un vencedor.

Los partidos de cuartos de final se jugarán de la siguiente manera:
En las semifinales participarán los cuatro clubes vencedores de cuartos de final, reubicándolos del uno al cuatro, de acuerdo a su mejor posición en la tabla General de clasificación al término de la jornada 22 del torneo correspondiente, enfrentándose:
Disputarán el título de Campeón del Torneo, los dos clubes vencedores de la fase semifinal correspondiente, reubicándolos del uno al dos, de acuerdo a su mejor posición en la tabla general de clasificación al término de la jornada 22 de cada Torneo.

## Historial
En total, 15 equipos se han coronado en al menos una oportunidad como campeón del fútbol salvadoreño. El club con más títulos es el FAS de Santa Ana con 19 conquistas. La ciudad con más estrellas es San Salvador con un total de 27, seguida de San Miguel con un total de 20.
| Edición                                | Temporada                              | Temporada                              | Campeón                                                          | Resultado                                                        | Subcampeón                                                       | Notas                                                            |
| Época amateur (Ediciones no oficiales) | Época amateur (Ediciones no oficiales) | Época amateur (Ediciones no oficiales) | Época amateur (Ediciones no oficiales)                           | Época amateur (Ediciones no oficiales)                           | Época amateur (Ediciones no oficiales)                           | Época amateur (Ediciones no oficiales)                           |
| -------------------------------------- | -------------------------------------- | -------------------------------------- | ---------------------------------------------------------------- | ---------------------------------------------------------------- | ---------------------------------------------------------------- | ---------------------------------------------------------------- |
|                                        | 1924                                   | 1924                                   | Hércules                                                         | 4 - 0                                                            | Chinameca                                                        | ediciones no reconocidas como oficiales                          |
|                                        | 1925                                   | 1925                                   | Hércules                                                         | 4 - 0                                                            | Santiagueño                                                      | ediciones no reconocidas como oficiales                          |
| Época amateur (Ediciones oficiales)    |                                        |                                        |                                                                  |                                                                  |                                                                  |                                                                  |
| 1.°                                    | 1926                                   | 1926                                   | Chinameca (1)                                                    | 2 - 1                                                            | Nequepio (1)                                                     |                                                                  |
| 2.°                                    | 1927                                   | 1927                                   | Hércules (1)                                                     | 3 - 0                                                            | Chinameca (1)                                                    |                                                                  |
| 3.°                                    | 1928                                   | 1928                                   | Hércules (2)                                                     | 1 - 1 y 2 - 0                                                    | Excélsior (1)                                                    |                                                                  |
| 4.°                                    | 1929-30                                | 1929-30                                | Hércules (3)                                                     | 0 - 2 y 3 - 1                                                    | Excélsior (2)                                                    | [ n 1 ]                                                          |
|                                        | 1930-31                                | 1930-31                                | Hércules (4)                                                     |                                                                  |                                                                  | Campeón regional, considerado regional                           |
|                                        | 1931-32                                | 1931-32                                | Hércules (5)                                                     |                                                                  |                                                                  | Campeón regional, considerado regional                           |
|                                        | 1932-33                                | 1932-33                                | Hércules (6)                                                     |                                                                  |                                                                  | Campeón regional, considerado regional                           |
|                                        | 1933-34                                | 1933-34                                | Hércules (7)                                                     |                                                                  |                                                                  | Campeón regional, considerado regional                           |
|                                        | 1934-35                                | 1934-35                                | Maya (1)                                                         |                                                                  |                                                                  | Campeón regional, considerado regional                           |
|                                        | 1935-36                                | 1935-36                                | Maya (2)                                                         |                                                                  |                                                                  | Campeón regional, considerado regional                           |
| 5.°                                    | 1937                                   | 1937                                   | 33 (1)                                                           | 3 - 1                                                            | Alacranes (1)                                                    |                                                                  |
| 6.°                                    | 1938                                   | 1938                                   | 33 (2)                                                           | 10 - 3                                                           | Maya (1)                                                         |                                                                  |
|                                        | 1939                                   | 1939                                   | 33 (3)                                                           |                                                                  |                                                                  | Campeón regional, considerado regional                           |
|                                        | 1940                                   | 1940                                   | Atlético España (1)                                              |                                                                  |                                                                  | Campeón regional, considerado regional                           |
|                                        | 1941                                   | 1941                                   | Quequeisque (1)                                                  |                                                                  |                                                                  | Campeón regional, considerado regional                           |
| 7.°                                    | 1942                                   | 1942                                   | Quequeisque (2)                                                  | Cuadrangular final                                               | Juventud Olímpica (1)                                            |                                                                  |
| 8.°                                    | 1943                                   | 1943                                   | Quequeisque (3)                                                  | Triangular final                                                 | Ferrocarril (1)                                                  |                                                                  |
|                                        | 1944                                   | 1944                                   | Quequeisque (4)                                                  |                                                                  |                                                                  | Campeón regional, considerado regional                           |
|                                        | 1945                                   | 1945                                   | Quequeisque (5)                                                  |                                                                  |                                                                  | Campeón regional, considerado regional                           |
| 9.°                                    | 1946                                   | 1946                                   | Libertad (1)                                                     | Triangular final                                                 | 11 Municipal (1)                                                 | Última temporada de la época amateur                             |
| Época profesional - Torneos largos     |                                        |                                        |                                                                  |                                                                  |                                                                  |                                                                  |
|                                        | 1947                                   | 1947                                   | No se disputó el torneo                                          | No se disputó el torneo                                          | No se disputó el torneo                                          | No se disputó el torneo                                          |
| 1.°                                    | 1948-49                                | 1948-49                                | 11 Municipal (1)                                                 | Todos contra todos                                               | Libertad (1)                                                     | Primer campeón en la era profesional                             |
|                                        | 1949-50                                | 1949-50                                | No se disputó el torneo                                          | No se disputó el torneo                                          | No se disputó el torneo                                          | No se disputó el torneo                                          |
| 2.°                                    | 1950-51                                | 1950-51                                | Dragón (1)                                                       | Todos contra todos                                               | FAS (1)                                                          |                                                                  |
| 3.°                                    | 1951-52                                | 1951-52                                | FAS (1)                                                          | Todos contra todos                                               | Leones (1)                                                       |                                                                  |
| 4.°                                    | 1952-53                                | 1952-53                                | Dragón (2)                                                       | Todos contra todos                                               | Juventud Olímpica (1)                                            |                                                                  |
| 5.°                                    | 1953-54                                | 1953-54                                | FAS (2)                                                          | Todos contra todos                                               | Dragón (1)                                                       |                                                                  |
| 6.°                                    | 1955                                   | 1955                                   | Atlético Marte (1)                                               | Todos contra todos                                               | Dragón (2)                                                       |                                                                  |
| 7.°                                    | 1955-56                                | 1955-56                                | Atlético Marte (2)                                               | Todos contra todos                                               | Luis Ángel Firpo (1)                                             | Primer equipo bicampeón                                          |
| 8.°                                    | 1956-57                                | 1956-57                                | Atlético Marte (3)                                               | Todos contra todos                                               | Atlante (1)                                                      | Primer equipo tricampeón                                         |
| 9.°                                    | 1957-58                                | 1957-58                                | FAS (3)                                                          | Todos contra todos                                               | 11 Municipal (1)                                                 |                                                                  |
| 10.°                                   | 1959                                   | 1959                                   | Águila (1)                                                       | 4 - 0 y 1 - 0                                                    | FAS (2)                                                          | Primera final en la era profesional                              |
| 11.°                                   | 1960-61                                | 1960-61                                | Águila (2)                                                       | Todos contra todos                                               | FAS (3)                                                          |                                                                  |
| 12.°                                   | 1961-62                                | 1961-62                                | FAS (4)                                                          | Todos contra todos                                               | Águila (1)                                                       |                                                                  |
| 13.°                                   | 1962                                   | 1962                                   | FAS (5)                                                          | Todos contra todos                                               | Atlante (2)                                                      |                                                                  |
| 14.°                                   | 1963-64                                | 1963-64                                | Águila (3)                                                       | Todos contra todos                                               | Juventud Olímpica (2)                                            |                                                                  |
| 15.°                                   | 1964                                   | 1964                                   | Águila (4)                                                       | Todos contra todos                                               | FAS (4)                                                          |                                                                  |
| 16.°                                   | 1965-66                                | 1965-66                                | Alianza (1)                                                      | Todos contra todos                                               | Universidad de El Salvador (1)                                   |                                                                  |
| 17.°                                   | 1966-67                                | 1966-67                                | Alianza (2)                                                      | Todos contra todos                                               | Águila (2)                                                       |                                                                  |
| 18.°                                   | 1967-68                                | 1967-68                                | Águila (5)                                                       | Todos contra todos                                               | FAS (5)                                                          |                                                                  |
| 19.°                                   | 1968-69                                | 1968-69                                | Atlético Marte (4)                                               | Todos contra todos                                               | FAS (6)                                                          |                                                                  |
| 20.°                                   | 1970                                   | 1970                                   | Atlético Marte (5)                                               | Todos contra todos                                               | FAS (7)                                                          |                                                                  |
| 21.°                                   | 1971                                   | 1971                                   | Juventud Olímpica (1)                                            | Todos contra todos                                               | Alianza (1)                                                      |                                                                  |
| 22.°                                   | 1972                                   | 1972                                   | Águila (6)                                                       | Hexagonal final                                                  | Juventud Olímpica (3)                                            |                                                                  |
| 23.°                                   | 1973                                   | 1973                                   | Juventud Olímpica (2)                                            | Hexagonal final                                                  | Alianza (2)                                                      |                                                                  |
| 24.°                                   | 1974-75                                | 1974-75                                | Platense (1)                                                     | 2 - 0, 0 - 2 y 1 - 1 (4 - 3 pen.)                                | Negocios Internacionales (3)                                     |                                                                  |
| 25.°                                   | 1975-76                                | 1975-76                                | Águila (7)                                                       | 1 - 1 y 3 - 1                                                    | Alianza (3)                                                      |                                                                  |
| 26.°                                   | 1976-77                                | 1976-77                                | Águila (8)                                                       | 1 - 1 y 1 - 0                                                    | 11 Municipal (2)                                                 |                                                                  |
| 27.°                                   | 1977-78                                | 1977-78                                | FAS (6)                                                          | Cuadrangular final                                               | 11 Municipal (3)                                                 |                                                                  |
| 28.°                                   | 1978-79                                | 1978-79                                | FAS (7)                                                          | Cuadrangular final                                               | Alianza (4)                                                      |                                                                  |
| 29.°                                   | 1979-80                                | 1979-80                                | Santiagueño (1)                                                  | Cuadrangular final                                               | Águila (3)                                                       |                                                                  |
| 30.°                                   | 1980-81                                | 1980-81                                | Atlético Marte (6)                                               | 2 - 1 y 3 - 1                                                    | Santiagueño (1)                                                  |                                                                  |
| 31.°                                   | 1981                                   | 1981                                   | FAS (8)                                                          | 1 - 1 (4 - 3 pen.)                                               | Independiente (1)                                                |                                                                  |
| 32.°                                   | 1982                                   | 1982                                   | Atlético Marte (7)                                               | 1 - 0 y 2 - 0                                                    | Independiente (2)                                                |                                                                  |
| 33.°                                   | 1983                                   | 1983                                   | Águila (9)                                                       | Cuadrangular final                                               | FAS (8)                                                          |                                                                  |
| 34.°                                   | 1984                                   | 1984                                   | FAS (9)                                                          | Cuadrangular final                                               | Águila (4)                                                       |                                                                  |
| 35.°                                   | 1985                                   | 1985                                   | Atlético Marte (8)                                               | 3 - 5 y 5 - 2 (pro.)                                             | Alianza (5)                                                      | Primera final entre equipos de la misma ciudad                   |
| 36.°                                   | 1986-87                                | 1986-87                                | Alianza (3)                                                      | 0 - 0 (3 - 1 pen.)                                               | Águila (5)                                                       |                                                                  |
| 37.°                                   | 1987-88                                | 1987-88                                | Águila (10)                                                      | Cuadrangular final                                               | FAS (9)                                                          |                                                                  |
| 38.°                                   | 1988-89                                | 1988-89                                | Luis Ángel Firpo (1)                                             | 1 - 1 y 2 - 2 (4 - 3 pen.)                                       | Cojutepeque (1)                                                  |                                                                  |
| 39.°                                   | 1989-90                                | 1989-90                                | Alianza (4)                                                      | 3 - 1                                                            | Luis Ángel Firpo (2)                                             |                                                                  |
| 40.°                                   | 1990-91                                | 1990-91                                | Luis Ángel Firpo (2)                                             | 1 - 0                                                            | Águila (6)                                                       |                                                                  |
| 41.°                                   | 1991-92                                | 1991-92                                | Luis Ángel Firpo (3)                                             | Cuadrangular final                                               | Alianza (6)                                                      |                                                                  |
| 42.°                                   | 1992-93                                | 1992-93                                | Luis Ángel Firpo (4)                                             | Cuadrangular final                                               | Alianza (7)                                                      | Segundo y último tricampeón en torneos largos                    |
| 43.°                                   | 1993-94                                | 1993-94                                | Alianza (5)                                                      | 2 - 1                                                            | FAS (10)                                                         |                                                                  |
| 44.°                                   | 1994-95                                | 1994-95                                | FAS (10)                                                         | 1 - 2 y 3 - 1                                                    | Luis Ángel Firpo (3)                                             |                                                                  |
| 45.°                                   | 1995-96                                | 1995-96                                | FAS (11)                                                         | 1 - 1 y 1 - 0                                                    | Luis Ángel Firpo (4)                                             |                                                                  |
| 46.°                                   | 1996-97                                | 1996-97                                | Alianza (6)                                                      | 0 - 0 y 3 - 2                                                    | Luis Ángel Firpo (5)                                             |                                                                  |
| 47.°                                   | 1997-98                                | 1997-98                                | Luis Ángel Firpo (5)                                             | 2 - 0                                                            | FAS (11)                                                         | Última temporada de los torneos largos                           |
| Torneos cortos                         |                                        |                                        |                                                                  |                                                                  |                                                                  |                                                                  |
| Edición                                | Temporada                              | Torneo                                 | Campeón                                                          | Resultado                                                        | Subcampeón                                                       | Notas                                                            |
| 48.°                                   | 1998-99                                | Apertura                               | Alianza (7)                                                      | 1 - 0                                                            | Luis Ángel Firpo (6)                                             | Primer campeón en torneos cortos                                 |
| 48.°                                   | 1998-99                                | Clausura                               | Luis Ángel Firpo (6)                                             | 1 - 1 y 2 - 2 (5 - 4 pen.)                                       | FAS (12)                                                         |                                                                  |
| 49.°                                   | 1999-2000                              | Apertura                               | Águila (11)                                                      | 1 - 0                                                            | Municipal Limeño (1)                                             |                                                                  |
| 49.°                                   | 1999-2000                              | Clausura                               | Luis Ángel Firpo (7)                                             | 1 - 1 (10 - 9 pen.)                                              | ADET (1)                                                         |                                                                  |
| 50.°                                   | 2000-01                                | Apertura                               | Águila (12)                                                      | 3 - 2                                                            | Municipal Limeño (2)                                             |                                                                  |
| 50.°                                   | 2000-01                                | Clausura                               | Águila (13)                                                      | 1 - 1 y 2 - 1                                                    | FAS (13)                                                         |                                                                  |
| 51.°                                   | 2001-02                                | Apertura                               | Alianza (8)                                                      | 2 - 1                                                            | Luis Ángel Firpo (7)                                             |                                                                  |
| 51.°                                   | 2001-02                                | Clausura                               | FAS (12)                                                         | 4 - 0                                                            | Alianza (8)                                                      |                                                                  |
| 52.°                                   | 2002-03                                | Apertura                               | FAS (13)                                                         | 3 - 1                                                            | San Salvador (1)                                                 |                                                                  |
| 52.°                                   | 2002-03                                | Clausura                               | San Salvador (1)                                                 | 3 - 1                                                            | Luis Ángel Firpo (8)                                             |                                                                  |
| 53.°                                   | 2003-04                                | Apertura                               | FAS (14)                                                         | 2 - 2 (5 - 3 pen.)                                               | Águila (7)                                                       |                                                                  |
| 53.°                                   | 2003-04                                | Clausura                               | Alianza (9)                                                      | 1 - 1 (3 - 2 pen.)                                               | FAS (14)                                                         |                                                                  |
| 54.°                                   | 2004-05                                | Apertura                               | FAS (15)                                                         | 0 - 0 (4 - 3 pen.)                                               | Atlético Balboa (1)                                              |                                                                  |
| 54.°                                   | 2004-05                                | Clausura                               | FAS (16)                                                         | 3 - 1 (pro.)                                                     | Luis Ángel Firpo (9)                                             |                                                                  |
| 55.°                                   | 2005-06                                | Apertura                               | Vista Hermosa (1)                                                | 2 - 0 (pro.)                                                     | Isidro Metapán (1)                                               |                                                                  |
| 55.°                                   | 2005-06                                | Clausura                               | Águila (14)                                                      | 4 - 2                                                            | FAS (15)                                                         |                                                                  |
| 56.°                                   | 2006-07                                | Apertura                               | 11 Municipal (2)                                                 | 3 - 1 (pro.)                                                     | FAS (16)                                                         |                                                                  |
| 56.°                                   | 2006-07                                | Clausura                               | Isidro Metapán (1)                                               | 1 - 0 (pro.)                                                     | Luis Ángel Firpo (10)                                            |                                                                  |
| 57.°                                   | 2007-08                                | Apertura                               | Luis Ángel Firpo (8)                                             | 1 - 1 (5 - 3 pen.)                                               | FAS (17)                                                         |                                                                  |
| 57.°                                   | 2007-08                                | Clausura                               | Luis Ángel Firpo (9)                                             | 1 - 0 (pro.)                                                     | FAS (18)                                                         |                                                                  |
| 58.°                                   | 2008-09                                | Apertura                               | Isidro Metapán (2)                                               | 3 - 3 (4 - 3 pen.)                                               | Chalatenango (1)                                                 |                                                                  |
| 58.°                                   | 2008-09                                | Clausura                               | Isidro Metapán (3)                                               | 1 - 0                                                            | Luis Ángel Firpo (11)                                            |                                                                  |
| 59.°                                   | 2009-10                                | Apertura                               | FAS (17)                                                         | 3 - 2 (pro.)                                                     | Águila (8)                                                       |                                                                  |
| 59.°                                   | 2009-10                                | Clausura                               | Isidro Metapán (4)                                               | 3 - 1                                                            | Águila (9)                                                       |                                                                  |
| 60.°                                   | 2010-11                                | Apertura                               | Isidro Metapán (5)                                               | 0 - 0 (4 - 3 pen.)                                               | Alianza (9)                                                      |                                                                  |
| 60.°                                   | 2010-11                                | Clausura                               | Alianza (10)                                                     | 2 - 1                                                            | FAS (19)                                                         |                                                                  |
| 61.°                                   | 2011-12                                | Apertura                               | Isidro Metapán (6)                                               | 1 - 0                                                            | 11 Municipal (4)                                                 |                                                                  |
| 61.°                                   | 2011-12                                | Clausura                               | Águila (15)                                                      | 2 - 1                                                            | Isidro Metapán (2)                                               |                                                                  |
| 62.°                                   | 2012-13                                | Apertura                               | Isidro Metapán (7)                                               | 1 - 1 (5 - 4 pen.)                                               | Alianza (10)                                                     |                                                                  |
| 62.°                                   | 2012-13                                | Clausura                               | Luis Ángel Firpo (10)                                            | 3 - 0                                                            | FAS (20)                                                         |                                                                  |
| 63.°                                   | 2013-14                                | Apertura                               | Isidro Metapán (8)                                               | 1 - 0                                                            | FAS (21)                                                         |                                                                  |
| 63.°                                   | 2013-14                                | Clausura                               | Isidro Metapán (9)                                               | 0 - 0 (6 - 5 pen.)                                               | Dragón (3)                                                       |                                                                  |
| 64.°                                   | 2014-15                                | Apertura                               | Isidro Metapán (10)                                              | 1 - 1 (3 - 2 pen.)                                               | Águila (10)                                                      | Primer tricampeón en torneos cortos                              |
| 64.°                                   | 2014-15                                | Clausura                               | Santa Tecla (1)                                                  | 1 - 1 (3 - 1 pen.)                                               | Isidro Metapán (3)                                               |                                                                  |
| 65.°                                   | 2015-16                                | Apertura                               | Alianza (11)                                                     | 1 - 0                                                            | FAS (22)                                                         |                                                                  |
| 65.°                                   | 2015-16                                | Clausura                               | Dragón (3)                                                       | 1 - 0                                                            | Águila (11)                                                      |                                                                  |
| 66.°                                   | 2016-17                                | Apertura                               | Santa Tecla (2)                                                  | 3 - 2                                                            | Alianza (11)                                                     |                                                                  |
| 66.°                                   | 2016-17                                | Clausura                               | Santa Tecla (3)                                                  | 4 - 0                                                            | Alianza (12)                                                     |                                                                  |
| 67.°                                   | 2017-18                                | Apertura                               | Alianza (12)                                                     | 4 - 1                                                            | Santa Tecla (1)                                                  | Primer campeón invicto                                           |
| 67.°                                   | 2017-18                                | Clausura                               | Alianza (13)                                                     | 1 - 0                                                            | Santa Tecla (2)                                                  |                                                                  |
| 68.°                                   | 2018-19                                | Apertura                               | Santa Tecla (4)                                                  | 2 - 1                                                            | Alianza (13)                                                     |                                                                  |
| 68.°                                   | 2018-19                                | Clausura                               | Águila (16)                                                      | 0 - 0 (3 - 1 pen.)                                               | Alianza (14)                                                     |                                                                  |
| 69.°                                   | 2019-20                                | Apertura                               | Alianza (14)                                                     | 1 - 0                                                            | FAS (23)                                                         |                                                                  |
| 69.°                                   | 2019-20                                | Clausura                               | Torneo cancelado debido a la pandemia de COVID-19 en El Salvador | Torneo cancelado debido a la pandemia de COVID-19 en El Salvador | Torneo cancelado debido a la pandemia de COVID-19 en El Salvador | Torneo cancelado debido a la pandemia de COVID-19 en El Salvador |
| 70.°                                   | 2020-21                                | Apertura                               | Alianza (15)                                                     | 3 - 0                                                            | Águila (12)                                                      |                                                                  |
| 70.°                                   | 2020-21                                | Clausura                               | FAS (18)                                                         | 1 - 1 (4 - 3 pen.)                                               | Alianza (15)                                                     |                                                                  |
| 71.°                                   | 2021-22                                | Apertura                               | Alianza (16)                                                     | 2 - 1                                                            | Platense (1)                                                     |                                                                  |
| 71.°                                   | 2021-22                                | Clausura                               | Alianza (17)                                                     | 1 - 1 (5 - 4 pen.)                                               | Águila (13)                                                      |                                                                  |
| 72.°                                   | 2022-23                                | Apertura                               | FAS (19)                                                         | 2 - 0                                                            | Jocoro (1)                                                       |                                                                  |
| 72.°                                   | 2022-23                                | Clausura                               | Torneo cancelado                                                 | Torneo cancelado                                                 | Torneo cancelado                                                 | Torneo cancelado                                                 |
| 73.°                                   | 2023-24                                | Apertura                               | Águila (17)                                                      | 3 - 0                                                            | Jocoro (2)                                                       |                                                                  |
| 73.°                                   | 2023-24                                | Clausura                               | Alianza (18)                                                     | 5 - 0                                                            | Municipal Limeño (3)                                             | Final más abultada en torneos cortos                             |
| 74.°                                   | 2024-25                                | Apertura                               | 11 Deportivo (1)                                                 | 2 - 1 (pro.)                                                     | FAS (24)                                                         |                                                                  |
| 74.°                                   | 2024-25                                | Clausura                               | Alianza (19)                                                     | 0 - 0 (4 - 3 pen.)                                               | Municipal Limeño (4)                                             |                                                                  |

## Títulos por equipo

#### Era amateur
| Equipo            | Títulos | Subcampeón | Años campeón                                             | Años subcampeón |
| ----------------- | ------- | ---------- | -------------------------------------------------------- | --------------- |
| Hércules          | 7       | -          | 1927, 1928, 1929-30, 1930-31, 1931-32, 1932-33 y 1933-34 |                 |
| Quequeisque       | 5       | -          | 1941, 1942, 1943, 1944 y 1945                            |                 |
| 33                | 3       | -          | 1937, 1938 y 1939                                        |                 |
| Maya              | 2       | 1          | 1934-35 y 1935-36                                        | 1938            |
| Chinameca         | 1       | 1          | 1926                                                     | 1927            |
| Atlético España   | 1       | -          | 1940                                                     |                 |
| Libertad          | 1       | -          | 1946                                                     |                 |
| Excélsior         | -       | 2          |                                                          | 1928 y 1929-30  |
| Alacranes         | -       | 1          |                                                          | 1937            |
| Ferrocarril       | -       | 1          |                                                          | 1943            |
| Juventud Olímpica | -       | 1          |                                                          | 1942            |
| Nequepio          | -       | 1          |                                                          | 1926            |
| 11 Municipal      | -       | 1          |                                                          | 1946            |

### Era profesional
| Equipo                     | Títulos | Subcampeón | Años campeón | Años subcampeón |
| -------------------------- | ------- | ---------- | --- | --- |
| FAS                        | 19      | 24         | 1951-52, 1953-54, 1957-58, 1961-62, 1962, 1977-78, 1978-79, 1981, 1984, 1994-95, 1995-96, Cl. 2002, Ap. 2002, Ap. 2003, Ap. 2004, Cl. 2005, Ap. 2009, Cl. 2021 y Ap. 2022               | 1950-51, 1959, 1960-61, 1964, 1967-68, 1969, 1970, 1983, 1987-88, 1993-94, 1997-98, Cl. 1999, Cl. 2001, Cl. 2004, Cl. 2006, Ap. 2006, Ap. 2007, Cl. 2008, Cl. 2011, Cl. 2013, Ap. 2013, Ap. 2015, Ap. 2019 y Cl. 2024 |
| Alianza                    | 19      | 15         | 1965-66, 1966-67, 1986-87, 1989-90, 1993-94, 1996-97, Ap. 1998, Ap. 2001, Cl. 2004, Cl. 2011, Ap. 2015, Ap. 2017, Cl. 2018, Ap. 2019, Ap. 2020, Ap. 2021, Cl. 2022, Cl. 2024 y Cl. 2025 | 1971, 1973, 1975-76, 1978-79, 1985, 1991-92, 1992-93, Cl. 2002, Ap. 2010, Ap. 2012, Ap. 2016, Cl. 2017, Ap. 2018, Cl. 2019, Cl. 2021                                                                                  |
| Águila                     | 17      | 13         | 1959, 1960-61, 1963-64, 1964, 1967-68, 1972, 1975-76, 1976-77, 1983, 1987-88, Ap. 1999, Ap. 2000, Cl. 2001, Cl. 2006, Cl. 2012 , Cl. 2019 y Ap. 2023                                    | 1961-62, 1966-67, 1979-80, 1984, 1986-87, 1990-91, Ap. 2003, Ap. 2009, Cl. 2010, Ap. 2014, Cl. 2016 , Ap. 2020 , Cl. 2022                                                                                             |
| Luis Ángel Firpo           | 10      | 11         | 1988-89, 1990-91, 1991-92, 1992-93, 1997-98, Cl. 1999, Cl. 2000, Ap. 2007, Cl. 2008 y Cl. 2013                                                                                          | 1955-56, 1989-90, 1994-95, 1995-96, 1996-97, Ap. 1998, Ap. 2001, Cl. 2003, Cl. 2005, Cl. 2007 y Cl. 2009 |
| Isidro Metapán             | 10      | 3          | Cl. 2007, Ap. 2008, Cl. 2009, Cl. 2010, Ap. 2010, Ap. 2011, Ap. 2012, Ap. 2013, Cl. 2014 y Ap. 2014                                                                                     | Ap. 2005, Cl. 2012 y Cl. 2015 |
| Atlético Marte             | 8       | -          | 1955, 1955-56, 1956-57, 1969, 1970, 1980-81, 1982 y 1985 | |
| Santa Tecla                | 4       | 2          | Cl. 2015, Ap. 2016, Cl. 2017 y Ap. 2018 | Ap. 2017 y Cl. 2018 |
| Dragón                     | 3       | 3          | 1950-51, 1952-53 y Cl. 2016 | 1953-54, 1955 y Cl. 2014 |
| Juventud Olímpica          | 2       | 4          | 1971 y 1973 | 1952-53, 1963-64, 1972 y 1974-75 |
| 11 Municipal               | 2       | 4          | 1948-49 y Ap. 2006 | 1957-58, 1976-77, 1977-78 y Ap. 2011 |
| Santiagueño                | 1       | 1          | 1979-80 | 1980-81 |
| San Salvador               | 1       | 1          | Cl. 2003 | Ap. 2002 |
| Platense                   | 1       | 1          | 1974-75 | Ap. 2021 |
| Vista Hermosa              | 1       | -          | Ap. 2005 | |
| 11 Deportivo               | 1       | -          | Ap. 2024 | |
| Municipal Limeño           | -       | 4          | | Ap. 1999, Ap. 2000, Cl. 2024 y Cl. 2025 |
| Atlante                    | -       | 2          | | 1956-57 y 1962 |
| Independiente              | -       | 2          | | 1981 y 1982 |
| Jocoro                     | -       | 2          | | Ap. 2022 y Ap. 2023 |
| ADET                       | -       | 1          | | Cl. 2000 |
| Atlético Balboa            | -       | 1          | | Ap. 2004 |
| Chalatenango               | -       | 1          | | Ap. 2008 |
| Cojutepeque                | -       | 1          | | 1988-89 |
| Leones                     | -       | 1          | | 1951-52 |
| Libertad                   | -       | 1          | | 1948-49 |
| Universidad de El Salvador | -       | 1          | | 1965-66 |

### Mejores por década
| Década                        | Club                 | Títulos |
| ----------------------------- | -------------------- | ------- |
| Mejores por títulos obtenidos |                      |         |
| 1950-1959                     | Atlético Marte y FAS | 3       |
| 1960-1969                     | Águila               | 4       |
| 1970-1979                     | Águila               | 3       |
| 1980-1989                     | Atlético Marte       | 3       |
| 1990-1999                     | Luis Ángel Firpo     | 5       |
| 2000-2009                     | FAS                  | 6       |
| 2010-2019                     | Metapan              | 7       |

## Estadísticas

### Clasificación histórica
A continuación se muestra la tabla histórica de la fase regular de Primera División (1948-49 - Clausura 2025), en la cual los datos no contabilizan fases finales, cuadrangulares, hexagonales. partidos por el título o segundo lugar, ni partidos de ascenso o descenso.
| Pos  |  | Club                            | PJ   | PG   | PE  | PP  | GF   | GC   | Dif. | Puntos |
| ---- |  | ------------------------------- | ---- | ---- | --- | --- | ---- | ---- | ---- | ------ |
| 1.°  |  | C.D. FAS                        | 2356 | 1003 | 706 | 610 | 3666 | 2636 | 1030 | 3902   |
| 2.°  |  | C.D. Águila                     | 2178 | 969  | 670 | 588 | 3498 | 2588 | 910  | 3576   |
| 3.°  |  | Alianza F.C.                    | 2210 | 946  | 629 | 634 | 3367 | 2259 | 1108 | 3433   |
| 4.°  |  | C.D. Luis Ángel Firpo           | 1978 | 703  | 606 | 639 | 2494 | 2559 | -65  | 2828   |
| 5.°  |  | C.D. Atlético Marte             | 1774 | 521  | 566 | 571 | 2517 | 2218 | 224  | 2440   |
| 6.°  |  | A.D. Isidro Metapán             | 1156 | 428  | 387 | 341 | 1522 | 1340 | 182  | 1671   |
| 7.°  |  | C.D. Municipal Limeño           | 1024 | 306  | 346 | 372 | 1552 | 1139 | 113  | 1270   |
| 8.°  |  | C.D. Universidad de El Salvador | 933  | 272  | 273 | 393 | 1105 | 1346 | -241 | 1089   |
| 9.°  |  | C.D. Dragón                     | 968  | 273  | 267 | 441 | 1234 | 1544 | -310 | 1086   |
| 10.° |  | A.D Chalatenango                | 861  | 245  | 269 | 344 | 966  | 1195 | -111 | 1004   |

### Máximos goleadores históricos
- En negrita, los jugadores activos, hasta la campaña 2024-25.[3]

| N.º | Futbolista             | País                    | Goles |
| --- | ---------------------- | ----------------------- | ----- |
| 1º  | Nicolás Muñoz          | Panamá                  | 303   |
| 2º  | Williams Reyes         | El Salvador             | 294   |
| 3º  | David Arnoldo Cabrera  | El Salvador             | 240   |
| 4º  | Luis Ramírez Zapata    | El Salvador             | 184   |
| 5º  | Rodolfo Zelaya         | El Salvador             | 178   |
| 6º  | Oscar Gustavo Guerrero | El Salvador             | 157   |
| 7º  | Sergio Méndez          | El Salvador             | 151   |
| 8º  | Raúl Díaz Arce         | El Salvador             | 137   |
| 9º  | Rudis Corrales         | El Salvador             | 131   |
| 10º | Miguel González        | El Salvador             | 130   |
| 11º | Emiliano Pedrozo       | Argentina · El Salvador | 127   |
| 12º | Juan Ramón Martínez    | El Salvador             | 126   |
| 13º | Francisco Contreras    | El Salvador             | 121   |
| 14º | Odir Jacques           | Brasil                  | 120   |
| 15º | Rubén Alonso           | El Salvador             | 118   |
| 16º | Franklin Webster       | Honduras                | 113   |
| 17° | Alexander Campos       | El Salvador             | 110   |
| 18° | Anel Canales           | Panamá                  | 109   |
| 19° | Félix Pineda           | El Salvador             | 106   |
| 20° | Alejandro de la Cruz   | Argentina               | 105   |
| 21° | Hugo Coria             | Argentina               | 105   |
| 22° | Adonai Martínez        | El Salvador             | 105   |

 Actualizado al 26 de julio de 2025.